# Virginio Cesarini

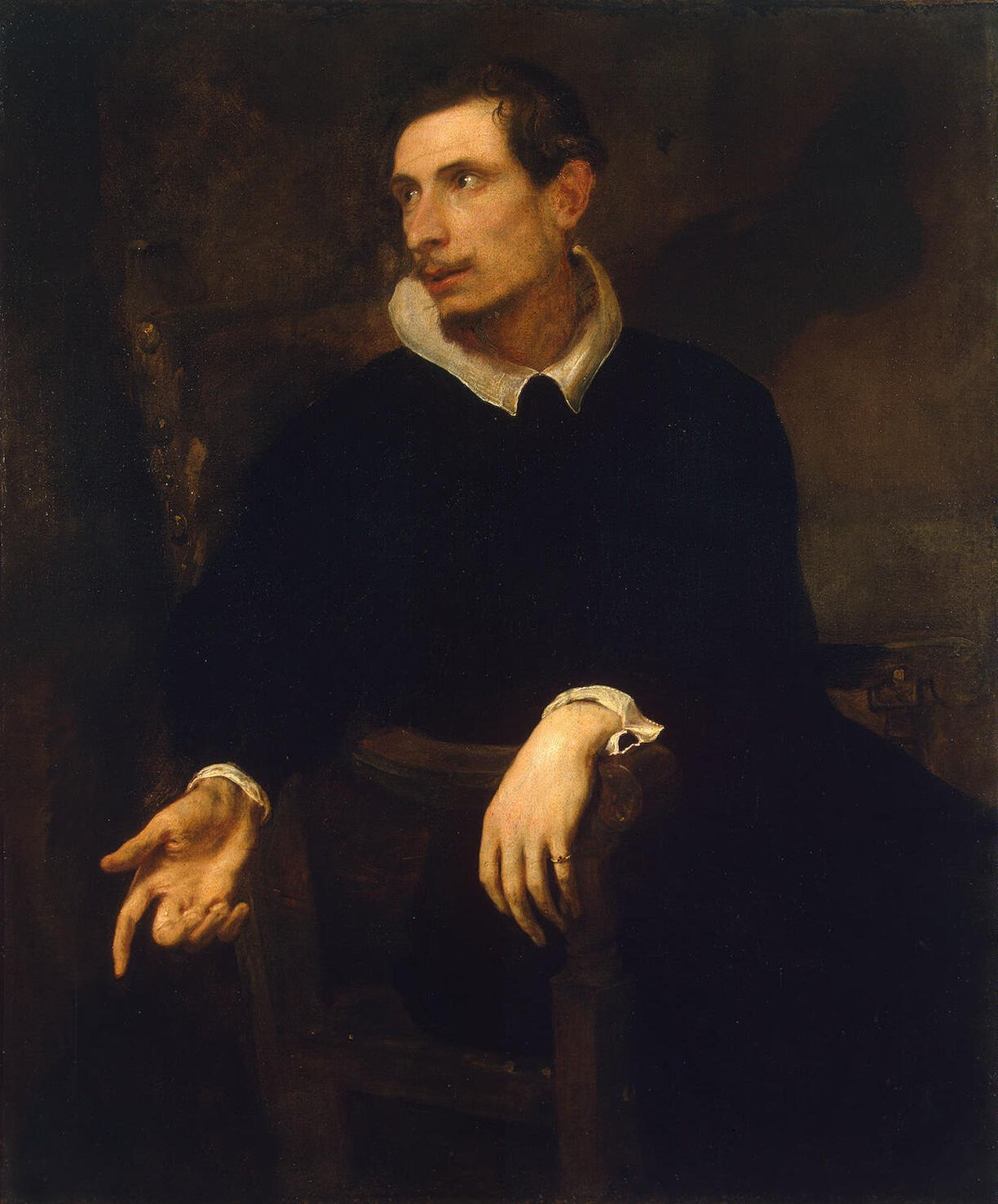
Cesarini, Gemälde von Anton van Dyck

Virginio Cesarini (* 1595 in Rom; † 1. April 1624 in Rom) war ein italienischer Adliger, Dichter und Freund von Galileo Galilei.

## Leben
Cesarini war von Adel. Sein Vater war Giuliano II. Cesarini, Herzog von Civitanova, seine Mutter Livia Orsini, Tochter von Virginio Orsini. Er erwies sich als intellektuell frühreif und wurde mit seinem älteren Bruder Alessandro nach Parma zum Studium geschickt, wo er allerdings unter anderem aufgrund eines Sturzes vom Pferd und anschließender unzureichender medizinischer Behandlung in seiner Gesundheit beeinträchtigt wurde – was später zu seinem vorzeitigen Tod an Tuberkulose beitrug. Er setzte sein Studium um 1610 in Rom fort, neben Jura, Philosophie (vor allem des Aristoteles), Literatur und Theologie studierte er auch Mathematik und Physik. Er befreundete sich mit den Kardinälen Robert Bellarmin und Maffeo Barberini (dem späteren Urban VIII.) und war in Kontakt mit dem Gründer der Accademia dei Lincei Federico Cesi, über den er auch Kontakt zu Galileo Galilei und dessen Schüler Giovanni Ciampoli knüpfte. Cesarini wurde 1618 Mitglied der Accademia dei Lincei. Besonders Galilei und dessen experimentelle Methode übten einen großen Einfluss auf ihn aus und führten zu seiner Abwendung von der Aristotelischen Lehre. Er verteidigte Galilei, als dieser 1619 vom Jesuiten Orazio Grassi angegriffen wurde (in dessen Libra astronomica e filsofica unter dem Pseudonym Lotario Sarsi Sigenziano) – Galilei antwortete mit seinem Il Saggiatore (1623), den er Cesarini widmete.
Cesarini befasste sich auch mit Dichtkunst. Zu Lebzeiten veröffentlichte er nur zwei lateinische Elegien und ein italienisches Gedicht im Sammelband seines Freundes Tommaso Stigliani. Seine Werke erschienen posthum 1658.
Er gehörte zum geheimen Rat von Papst Gregor XV. und dessen Nachfolger Urban VIII., der ihn zum Kammerherrn machte.
Das Observatorium von Frasso Sabino ist nach ihm benannt.

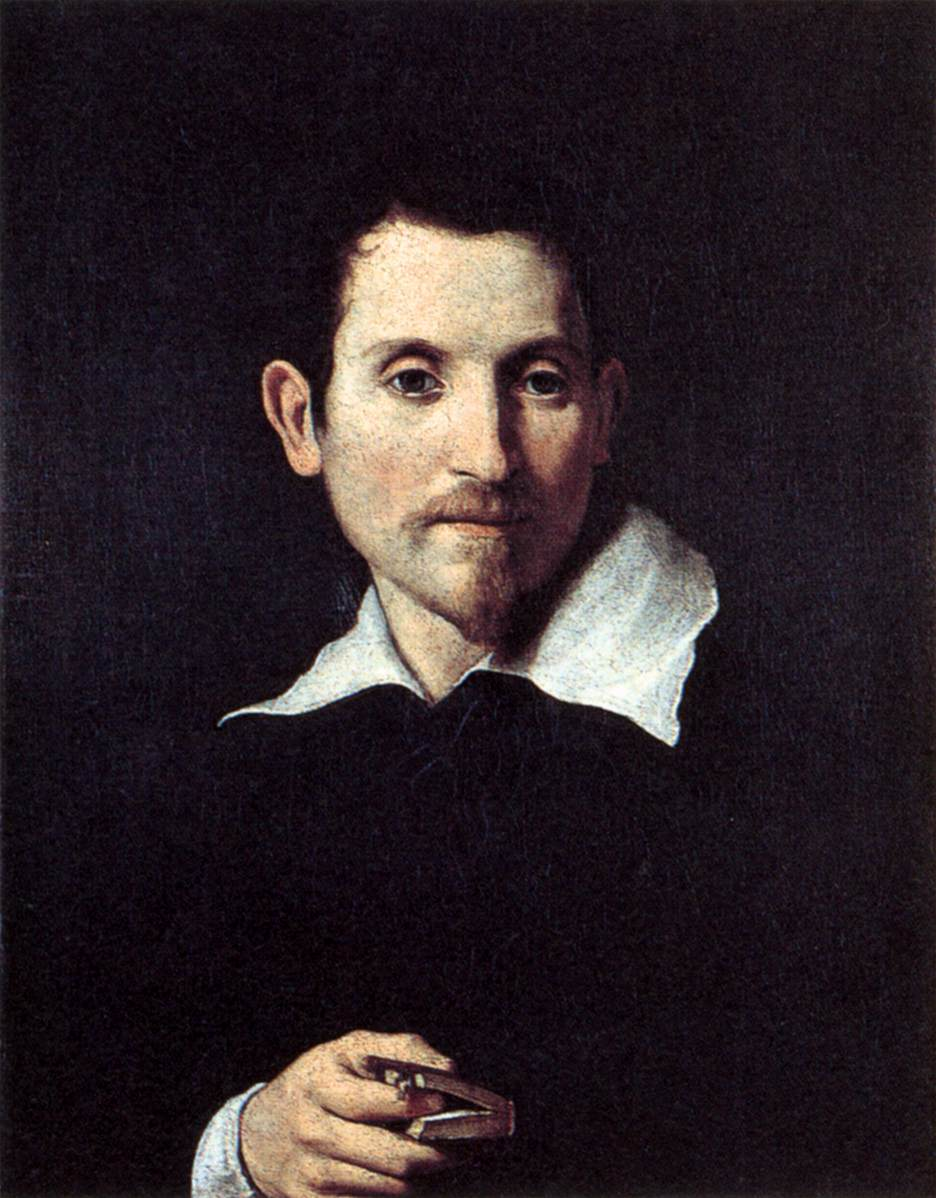
Cesarini, Gemälde von Domenichino

## Schriften
- Carmina. Poesie liriche toscane. Rom 1658